# トッド・ブロック
トッド・ブロック（Todd Block）は、アメリカ合衆国最東部ニューハンプシャー州のヒンズデールのメインストリート27～31番地にある、商業向け・市民向けの歴史的建造物である。1895年に2棟あった建物が合体し、異なる建築様式を有するようになった。建物の前面は、第二帝政様式の木造2.5階建てで、この様式を採用した2つの商業建造物のうち現存する唯一のものである。1862年に建てられ、当初は1階が店舗、2階が居住用区画だった。トッド・ブロックの正面には同じく2階建ての居住スペースがあり、柱、ブラケット、フリーズなどに装飾が施されている。建物の角には付け柱が施され、多数のペディメントのついたドーマーがマンサード屋根を貫いている。建物の背部は、1895年に相互扶助団体（Independent Order of Odd Fellows、略してIOOF）の地方支部の会館として建てられた。こちらは3階建てのであり、この建物の最大の特徴は、東部にある2階建てのアン女王様式の豪華な居住区画を持つファサードである。
トッド・ブロックは1988年に国家歴史登録財に登録された。現地では珍らかな中規模商業ビルの一例であり、相互扶助団体の会館として設けられた部分は19世紀後半にヒンズデールに建てられた最大の建築物の一つであるうえ、上述の通りヒンズデールでは唯一現存する第二帝政様式の商業ビルである。さらにこの建物には、町で初めてのドラッグストアが入っており、20世紀半ばまでヒンズデールの商業の中心であった。ドラッグストアは1956年に閉店し、建物正面に小さな店舗を残して1985年に住宅用に改修された。